# Pardosa femoralis
Pardosa femoralis este o specie de păianjeni din genul Pardosa, familia Lycosidae, descrisă de Simon, 1876. Conform Catalogue of Life specia Pardosa femoralis nu are subspecii cunoscute.